# Aframon
Aframon, aframonek (Aframomum K.Schum) – rodzaj bylin z rodziny imbirowatych. Liczy ok. 55 gatunków, rosnących dziko w tropikalnej sferze Afryki i na Madagaskarze.

## Systematyka
Wykaz gatunków
- Aframomum albiflorum  Lock
- Aframomum alboviolaceum  (Ridl.) K.Schum.
- Aframomum alpinum  (Gagnep.) K.Schum.
- Aframomum amaniense  Loes.
- Aframomum angustifolium  (Sonn.) K.Schum. – aframon wąskolistny
- Aframomum arundinaceum  (Oliv. & D.Hanb.) K.Schum.
- Aframomum atewae  Lock & J.B.Hall
- Aframomum aulacocarpos  Pellegr. ex Koechlin
- Aframomum cereum  (Hook.f.) K.Schum.
- Aframomum chrysanthum  Lock
- Aframomum citratum  (C.Pereira) K.Schum.
- Aframomum colosseum  K.Schum.
- Aframomum cordifolium  Lock & J.B.Hall
- Aframomum corrorima  (A.Braun) P.C.M.Jansen
- Aframomum daniellii  (Hook.f.) K.Schum.
- Aframomum elegans  Lock
- Aframomum elliottii  (Baker) K.Schum.
- Aframomum exscapum  (Sims) Hepper
- Aframomum flavum  Lock
- Aframomum geocarpum  Lock & J.B.Hall
- Aframomum giganteum  (Oliv. & D.Hanb.) K.Schum.
- Aframomum kayserianum  (K.Schum.) K.Schum.
- Aframomum laurentii  (De Wild. & T.Durand) K.Schum.
- Aframomum laxiflorum  Loes. ex Lock
- Aframomum leptolepis  (K.Schum.) K.Schum.
- Aframomum letestuanum  Gagnep.
- Aframomum limbatum  (Oliv. & D.Hanb.) K.Schum.
- Aframomum longiligulatum  Koechlin
- Aframomum longipetiolatum  Koechlin
- Aframomum longiscapum  (Hook.f.) K.Schum.
- Aframomum luteoalbum  (K.Schum.) K.Schum.
- Aframomum makandensis  Dhetchuvi
- Aframomum mala  (K.Schum. ex Engl.) K.Schum.
- Aframomum mannii  (Oliv. & D.Hanb.) K.Schum.
- Aframomum melegueta  K.Schum. – aframon madagaskarski, a. rajski
- Aframomum mildbraedii  Loes.
- Aframomum orientale  Lock
- Aframomum pilosum  (Oliv. & D.Hanb.) K.Schum.
- Aframomum polyanthum  (K.Schum.) K.Schum.
- Aframomum pruinosum  Gagnep.
- Aframomum pseudostipulare  Loes. & Mildbr. ex Koechlin
- Aframomum rostratum  K.Schum.
- Aframomum sceleratum  A.Chev.
- Aframomum sericeum  Dhetchuvi & D.J.Harris
- Aframomum singulariflorum  Dhetchuvi
- Aframomum spiroligulatum  Lock & A.D.Poulsen
- Aframomum stanfieldii  Hepper
- Aframomum strobilaceum  (Sm.) Hepper
- Aframomum subsericeum  (Oliv. & D.Hanb.) K.Schum.1
- Aframomum sulcatum  (Oliv. & D.Hanb. ex Baker) K.Schum.
- Aframomum thonneri  De Wild.
- Aframomum uniflorum  Lock & A.D.Poulsen
- Aframomum verrucosum  Lock
- Aframomum wuerthii  Dhetchuvi & Eb.Fisch.
- Aframomum zambesiacum  (Baker) K.Schum.

## Zastosowanie
Mają podobny wygląd i zastosowanie jak kardamon.